# Obština Aksakovo
Obština Aksakovo (bulharsky Община Аксаково) je bulharská jednotka územní samosprávy ve Varenské oblasti. Leží ve východním Bulharsku u Černého moře. Sídlem obštiny je město Aksakovo, kromě něj zahrnuje obština 22 vesnic. Žije zde přes 23 tisíc stálých obyvatel.

## Sídla
| - Aksakovo (sídlo správy) - Botevo - Dobrogled - Dolište - General Kantardžievo - Ignatievo - Izvorsko - Jarebična | - Kičevo - Klimentovo - Krumovo - Kumanovo - Ljuben Karavelovo - Novakovo - Orešak - Osenovo | - Pripek - Radevo - Slănčevo - Văglen - Vodica - Zasmjano - Zornica |

## Sousední obštiny
| Růžice kompasu | Vălči Dol | Dobrič-selska    | Balčik | Růžice kompasu |
| Růžice kompasu | Suvorovo  | Sever            |        | Růžice kompasu |
| Růžice kompasu | Suvorovo  | Obština Aksakovo |        | Růžice kompasu |
| Růžice kompasu | Suvorovo  | Jih              |        | Růžice kompasu |
| Růžice kompasu | Devňa     | Beloslav         | Varna  | Růžice kompasu |

## Obyvatelstvo
K 15. březnu 2025 v obštině žilo 23 201 obyvatel a bylo zde trvale hlášeno 20 738 obyvatel. Podle sčítání 7. září 2021 bylo národnostní složení následující:
- Bulhaři: 16 802 (92.6 %)
- Romové: 376 (2.1 %)
- Turci: 190 (1.0 %)
- ostatní[p 4]: 775 (4.3 %)

V období 2011 až 2021 v obštině přibylo 1 624 obyvatel.